# Ley de la Ambulancia
La Ley de la Ambulancia fue una norma legal emitida en Costa Rica en 1834, durante la administración de José Rafael de Gallegos y Alvarado. Según esta Ley, el gobierno del Estado de Costa Rica (dentro de la República Federal de Centro América) debía ambular, rotar o errar cada cuatro años por las ciudades de Alajuela, Heredia, Cartago y San José. 

## Causas
Desde 1563 la Ciudad de Cartago había sido la capital de la Provincia de Costa Rica, pero en 1823 la capital fue pasada a la Ciudad de San José tras la Independencia con respecto a España y la Batalla de Ochomogo. Cartago fue capital de Costa Rica durante 260 años, y por supuesto sus vecinos no aceptaron dejar de ser la sede del gobierno.

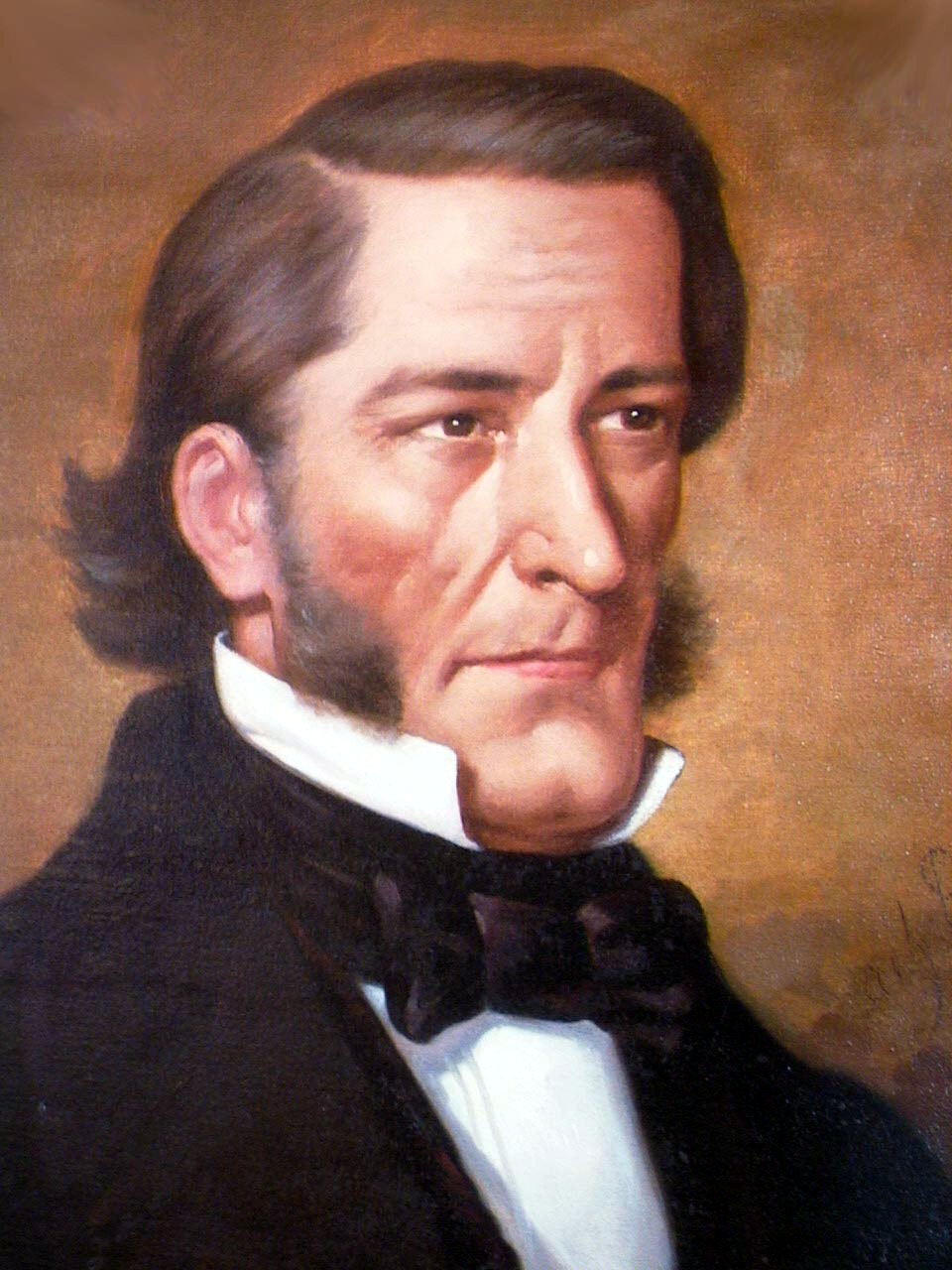
José Rafael Gallegos Alvarado fue el jefe de Estado que implantó la Ley de la Ambulancia en 1834.

Por otro lado, con base a los estudios del historiador Iván Molina Jiménez, en la primera mitad del siglo XIX los habitantes de lo que hoy es la República de Costa Rica no se identificaban como costarricenses, sino como heredianos, alajuelenses, nicoyanos, etc. No había una clara identidad nacional como país independiente (Costa Rica era un Estado de la República Federal de Centro América). Esta política amateur era controlada por cabildos, lo cual favorecía una identidad más localista en oposición a una política centralizada. En ese contexto, ninguna ciudad quería ser gobernada por otra, y todas querían ser la capital. El localismo fue la principal causa de la Batalla de Ochomogo, la Ley de la Ambulancia, y la Guerra de la Liga.
En 1833 los vecinos de Cartago pusieron al cartaginés José Rafael de Gallegos y Alvarado como jefe de Estado de Costa Rica, y lo usaron para devolver la capital a Cartago. El plan era establecer la Ley de la Ambulancia para que la capital se pasara a Alajuela, luego Heredia, y cuando llegara a Cartago se quitaría la Ley de la Ambulancia.

## Puesta en práctica
La Asamblea Legislativa, marcada en esa época por el Localismo, aprobó esta Ley el 15 de marzo de 1834.
Los Poderes Legislativo, Ejecutivo, y Judicial se trasladaron en mayo de 1834 a la ciudad de Alajuela. Tanto el traslado como la instalación de las autoridades en esa ciudad originaron problemas y dificultades de variada índole.
Rápidamente se volvió obvio, que la villa colonial de Alajuela, con una economía de ganadería y caña de azúcar, con solo una escuela y una calle adoquinada, no tenía la infraestructura para ser la capital de un Estado. En San José, la oposición al gobierno de José Rafael Gallegos Alvarado estableció un periódico llamado "La Tertulia" para burlarse del jefe de Estado, la Ley de la Ambulancia, y los campesinos de Alajuela.
Según "La Tertulia", en Alajuela solo sabían hablar "...de vacas, bueyes y caña de azúcar". En el libro "Los años de la Ambulancia", el historiador Jorge Sáenz Carbonell explica que casi nunca había Cuórum, pues "...a los diputados les daba pereza ir en mula hasta Alajuela". A inicios de 1835 los diputados de San José aprobaron una moción para que la próxima capital no fuera Heredia sino Esparza, por ser ciudad más antigua de Costa Rica, abriendo la posibilidad de que Nicoya llegara a ser capital del Estado. Por supuesto, esto era una burla más a la Ley de la Ambulancia.
Cansado de las humillaciones y ataques contra su persona, José Rafael Gallegos Alvarado renunció en marzo de 1835. A los pocos días fue elegido como jefe de Estado el Licenciado Braulio Carrillo Colina de San José, quien tenía como prioridad quitar la Ley de la Ambulancia para establecer un gobierno más profesional.
Don Braulio Carrillo intentó devolver la capital a San José, así que  derogó la Ley de la Ambulancia el 1 de septiembre de 1835, y estableció la capital en un pueblo llamado San Juan del Murciélago (actual Tibás), entre San José y Heredia. Mientras allá se construían los edificios necesarios, los poderes Ejecutivo y Judicial residirían en San José, y la Asamblea Legislativa en Heredia.
Esto provocó una insurrección en Cartago y Alajuela, a la cual se sumó después Heredia. Las ciudades sublevadas designaron como Dictador a Nicolás Ulloa Soto. Esta rebelión originó la Segunda Guerra Civil de Costa Rica, que se conoce como la Guerra de la Liga.
Después de varias batallas en dos semanas de combate, la Milicia de San José se impuso a las demás ciudades y ganó la guerra civil. De esta manera San José se consolidó como capital de Costa Rica.

## Consecuencias
La ciudad de Alajuela fue capital de Costa Rica por dos años.
La derogación de la Ley de la Ambulancia conllevó a la Segunda Guerra Civil de Costa Rica o Guerra de la Liga en 1835.
Después de la Guerra de la Liga, San José se consolidó como Capital de Costa Rica.